# María de la Encarnación Rosal
María Vicenta Rosal Benítez (Quetzaltenango, 26 de octubre de 1820 - Tulcán, 24 de agosto de 1886), fue una religiosa guatemalteca, reformadora de la rama femenina de la Orden de los Bethlemitas. Su cuerpo aún permanece incorrupto.  
Es venerada como beata por la Iglesia Católica. Su memoria litúrgica se celebra el 27 de octubre.

## Biografía
Sus padres fueron Manuel Encarnación Rosal y Gertrudis Leocadia Benítez Vásquez.  
Fue bautizada por sus padres como María Vicenta Rosal Vásquez, pero al asumir su vocación religiosa cambió su nombre por el de María Encarnación del Corazón de Jesús.
Por medio de su amiga la hondureña Manuela Arbizú se informó de la opción de convertirse en religiosa, opción por la que decidió consagrarse, llegando al Monasterio de Belén el 1 de enero de 1838, haciendo sus votos el 26 de enero de 1840. Tiempo después se trasladó al convento de las Catalinas, donde la paz el silencio y la austeridad anheladas por su espíritu estaban más presentes en ese convento que el anterior. 
María Encarnación vuelve al primer convento donde se lee confía la obra del Colegio y ahí es donde inicia su labor de cambiar, plantar y fortificar la obra hasta reformarla. Luego fue nombrada Vicaria de la comunidad e inició la transformación. En 1855 es elegida Priora del convento por lo cual intensifica la oración para pedir sabiduría y prudencia  necesaria para su correcto desempeño, obteniendo la gracia poco después.
Por estos motivos se le conoce como la segunda fundadora bethlemitas, por haber reformado la comunidad religiosa.

Fue apodada como la "Confidente del Sagrado Corazón de Jesús" o "la Santa Margarita  de América" debido a que en el amanecer del jueves Santo de 1857 en la iglesia, se le apareció el Sagrado Corazón de Jesús, en Guatemala. Diversos son los testimonios que confirman que ella lo oyó y luego lo vio al Sagrado Corazón. Una evidencia de ello una nota confidencial de Sor Encarnación:
“Una noche vi aparecer ante mi vista una luz clarísima y en medio de esta apacible luz se me apareció Nuestro Señor Jesucristo derramando sangre de todos sus poros, y con melifluo acento, mientras me descubría su amante Corazón traspasado por diez dardos que sobremanera le herían, me dijo: Estos dardos me traspasan porque los hombres quebrantan los diez mandamientos de mi Santa Ley." 
Distintos religiosos, clérigos y otros analistas han negado que las apariciones hayan ocurrido. Esto por desconocimiento de los textos o por faltan de compresión. Si bien, la noche del jueves Santo de 1857, la religiosa solamente oyó una voz interior, otros relatos autenticados por San Ezequiel Moreno Díaz, San Pío X y el Venerable Pío XII expresan que agosto de ese mismo año tuvo lugar la Gran Aparición que anteriormente se narra.
Los Obispos Mariano Rossell Arellano, Miguel Ángel García Arauz y Rafael González siempre defendieron la importancia de estas apariciones, mientras en la actualidad los Presbíteros Marco Aurelio González Iriarte y José Ignacio Barillas se han encargado de mantener viva la historia de la Madre Encarnación Rosal y las experiencias místicas que ella tuvo, sosteniendo con pruebas documentales las apariciones narradas por San Ezequiel Moreno Díaz. 

## Cuerpo Incorrupto
Algo muy especial y significativo lo constituye el hecho de que, después de 200 años de fallecida la Madre Encarnación, su cuerpo permanezca incorrupto en la ciudad de Pasto en Colombia. Ella murió en Tulcán, Ecuador en 1886 y en el siglo XX, cuando por motivo de la guerra, su cuerpo corría el peligro de ser profanado por los liberales, así que las hermanas lo sacaron del sepulcro para llevárselo a Colombia. Al abrirlo, descubrieron con sorpresa que su cuerpo estaba intacto.
Su cuerpo fue traslado al Hogar de Pasto, fundado por ella y se dejó allí celosamente guardado hasta el 4 de mayo de 1997, cuando vino de Roma el postulado de la causa para corroborar este hecho donde fue Beatificada por su Santidad Juan Pablo II. Con esta visita fue nuevamente abierto su sepulcro y todos los allí presentes fueron testigos de que el cuerpo de la Madre Encarnación permanecía y hoy permanece incorrupto. Actualmente la beata se encuentra en proceso de Canonización.

## Obra
Funda varios colegios
- Un colegio en su natal Quetzaltenango, Guatemala.
- Dos colegios en Costa Rica. Uno en Cartago y uno en Heredia.